# Mao Ishikawa
Pour l’article homonyme, voir Mao.
Mao Ishikawa (石川 真生, Ishikawa Mao) est une essayiste et photographe japonaise, née en 1953 dans le village d’Ōgimi dans l'île d'Okinawa, alors occupée par les États-Unis.

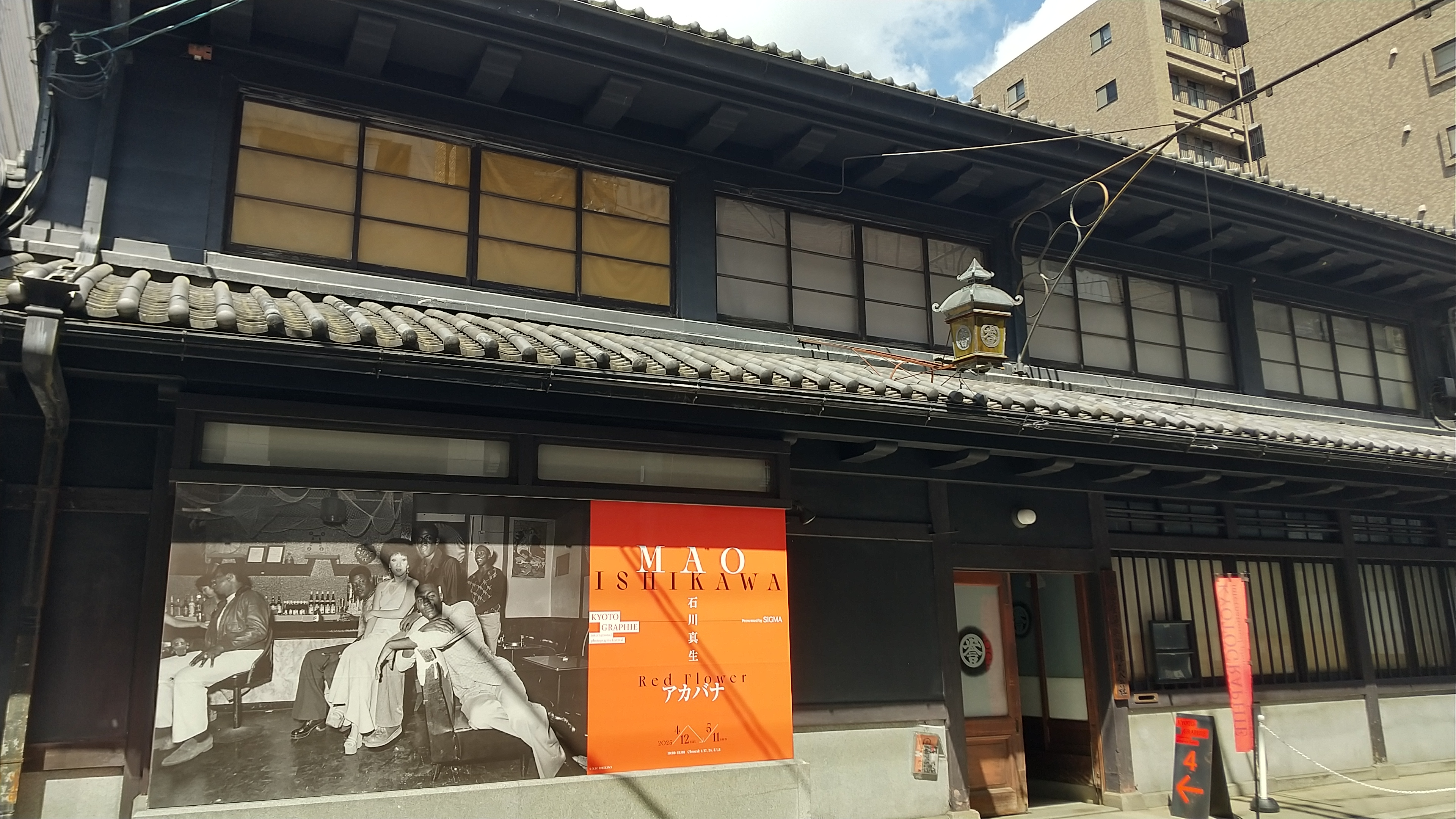
Façade du bâtiment "Kondaya Genbei Chikuin-no-Ma" lors de l'exposition Mao Ishikawa, Red Flower (Kyotographie 2025).

Son œuvre, très politique et engagée, met en avant des aspects parfois méconnus de la culture et de l’histoire japonaises et interroge les relations de son pays avec les États-Unis, et d’Okinawa avec le reste du Japon. Les photographies d’Ishikawa sont aussi remarquables pour leur humanisme, leur humour et la tendresse qu’elles expriment pour les personnes  photographiées.

## Biographie
Après avoir grandi dans Okinawa occupée, Ishikawa suivit, alors qu’elle avait 20 ans, à Tokyo, les leçons du photographe Tômatsu Shômei.
Depuis 2000, Ishikawa suit un traitement contre le cancer. En 2017, ses amis ont lancé une campagne de financement participatif pour l'aider à payer ses frais médicaux.

## Œuvre
Ishikawa connut une certaine notoriété avec son premier travail, A Hot Day in Camp Hansen, une série de photos prises entre 1975 et 1977, documentant les relations entre jeunes femmes d’Okinawa, souvent serveuses dans des bars ou prostituées, et soldats américains, particulièrement des GI afro-américains. Ces photos sont pleines de vie et de joie, et ne versent pas dans l’anti-américanisme. Ishikawa a déclaré détester l’armée américaine, mais aimer les soldats américains.
Une deuxième œuvre, Life in Philly, est constituée de photos prises en 1986 lors du premier voyage d’Ishikawa en Amérique. Elle séjourna dans la famille d’un ami militaire qu’elle avait rencontré à Okinawa.
Tout en témoignant des problèmes de drogue et d’alcool et de la vie sexuelle de ses sujets, la série est aussi pleine de joie et de bonne humeur.
Une troisième série, A Port Town Elegy, illustre les rapports d’amitié masculine entre des travailleurs modestes, des pêcheurs et des gens plus ou moins marginaux d’Okinawa dans les années 1980.
Dans la série Philippine Dancers (1986), Ishikawa montre des femmes philippines qui travaillent dans des bars d’Okinawa, se rend aux Philippines dans les familles de ces personnes, qui ont parfois remplacé les travailleuses japonaises qu’Ishikawa avait connues dix ans auparavant. Elle montre aussi la vie autour de bases américaines aux Philippines.
Son travail Fences lui a valu de recevoir en 2011 le Prix Sagamihara. Pour ces photos, Ishikawa a parcouru Okinawa et elle montre différents aspects des contours de ses bases américaines, s’intéressant cette fois-ci aux espaces et non aux personnes.
Dans les années 1990 et 2000, pour Here’s What the Japanese Flag Means to Me, Ishikawa a photographié les attitudes et réactions, parfois mises en scène de façon très théâtrale, de gens vis-à-vis du hinomaru, le drapeau japonais. Cette partie de son œuvre est caractéristique de la relation complexe, empreinte de méfiance, d’Okinawa vis-à-vis de l’archipel principal du Japon et des autorités politiques du pays.
En 2013, Ishikawa a commencé une série appelée Dai-Ryukyu Shashin Emaki (Rouleau de l'histoire des Grandes Ryukyu) dans laquelle elle met en scène l'histoire d'Okinawa depuis le royaume de Ryukyu jusqu'au 21e siècle.

## Expositions
- 2025, « « Red Flower : The Women of Okinawa Series » (1975-1977) (en japonais : Akabana—Okinawa no Onna » ; en français : Fleur rouge — Les femmes d'Okinawa), Festival Kyotographie, Kondaya Genbei Chikuin-no-Ma, Kyoto, Japon, du 12 avril au 11 mai 2025[6] ,[7]